# Вальдкірх
Вальдкірх (нім. Waldkirch) — місто в Німеччині, знаходиться в землі Баден-Вюртемберг. Підпорядковується адміністративному округу Фрайбург. Входить до складу району Еммендінген.
Площа — 48,47 км2. Населення становить 21 801 ос. (станом на 31 грудня 2020).

## Галерея

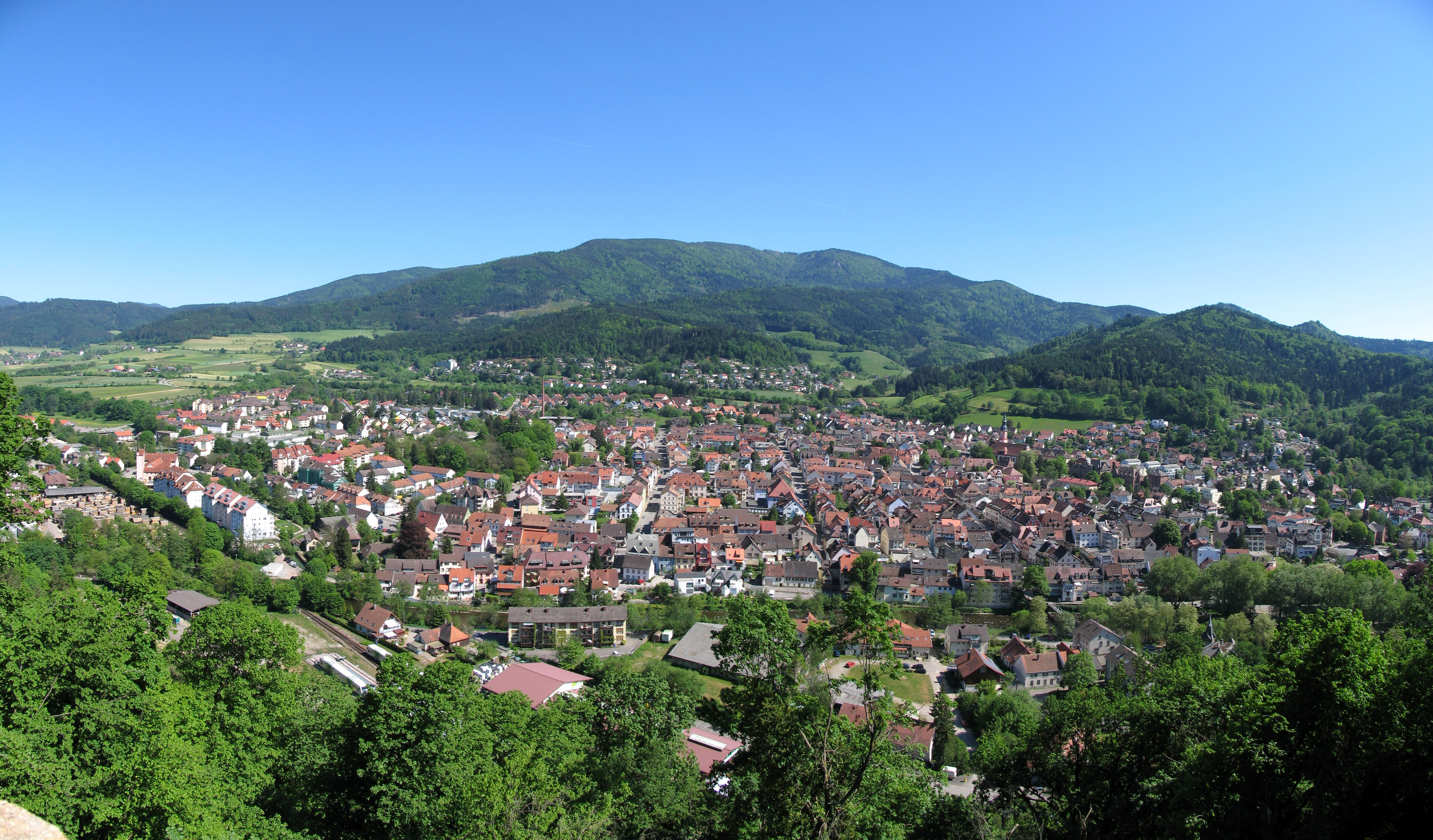
Панорама міста Вальдкірх
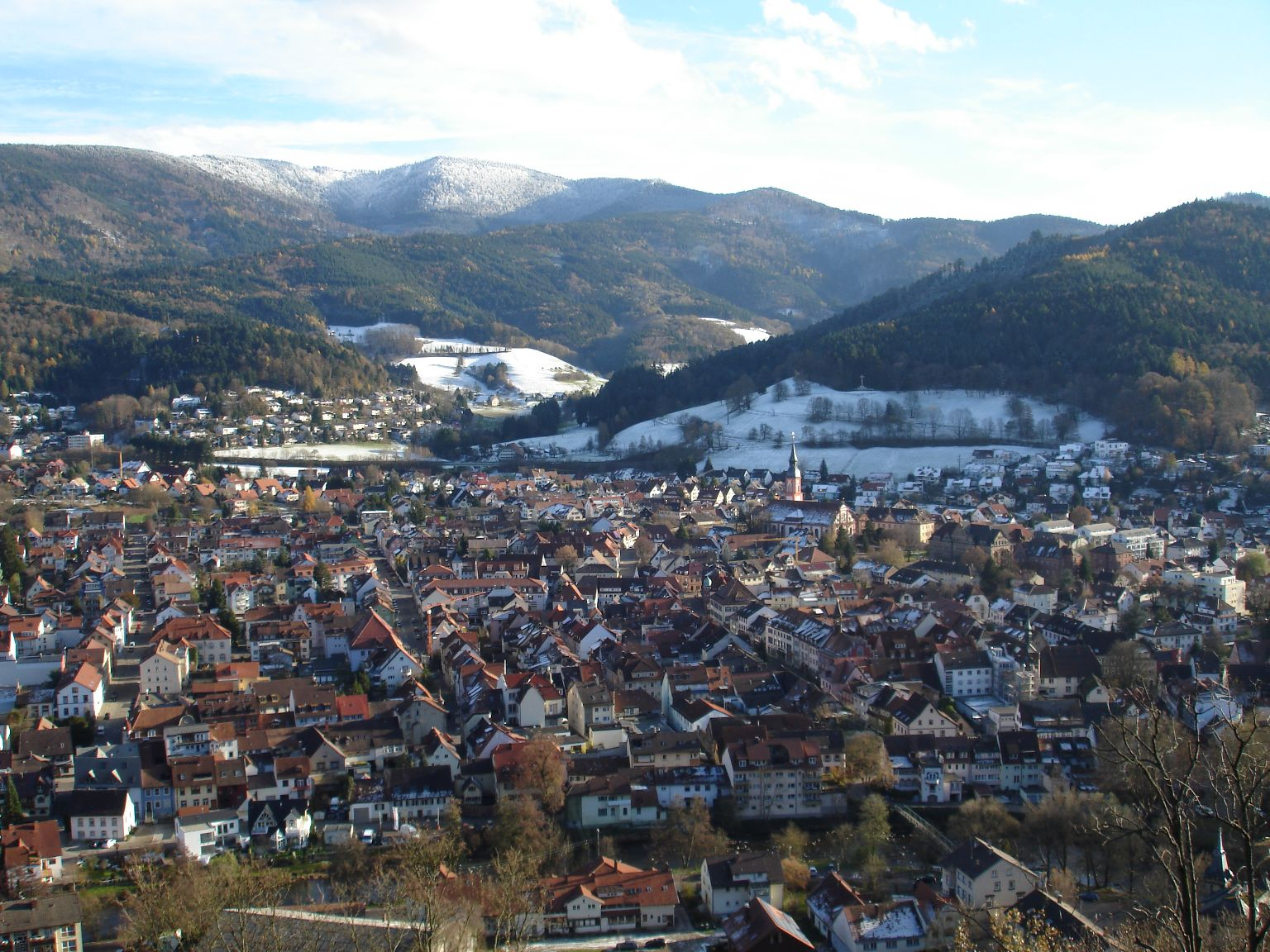
Панорама міста Вальдкірх
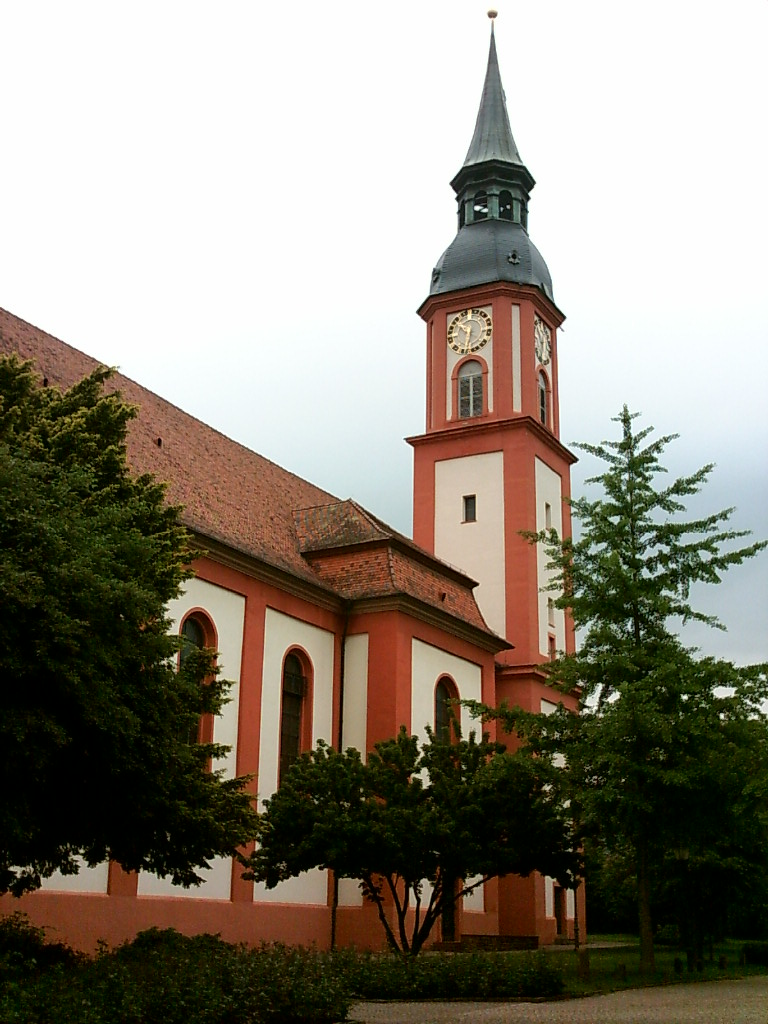
Церква св. Маргарити
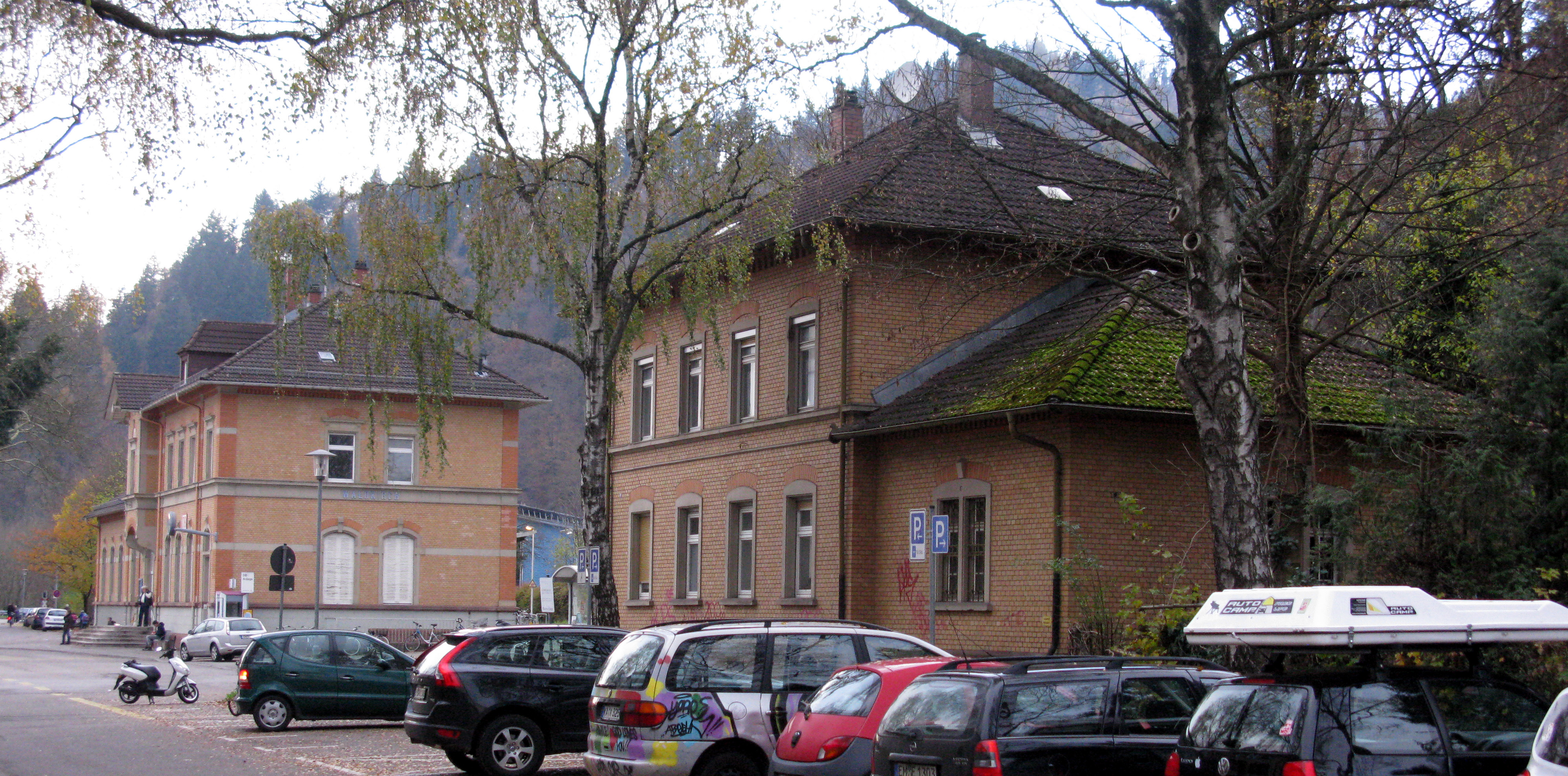
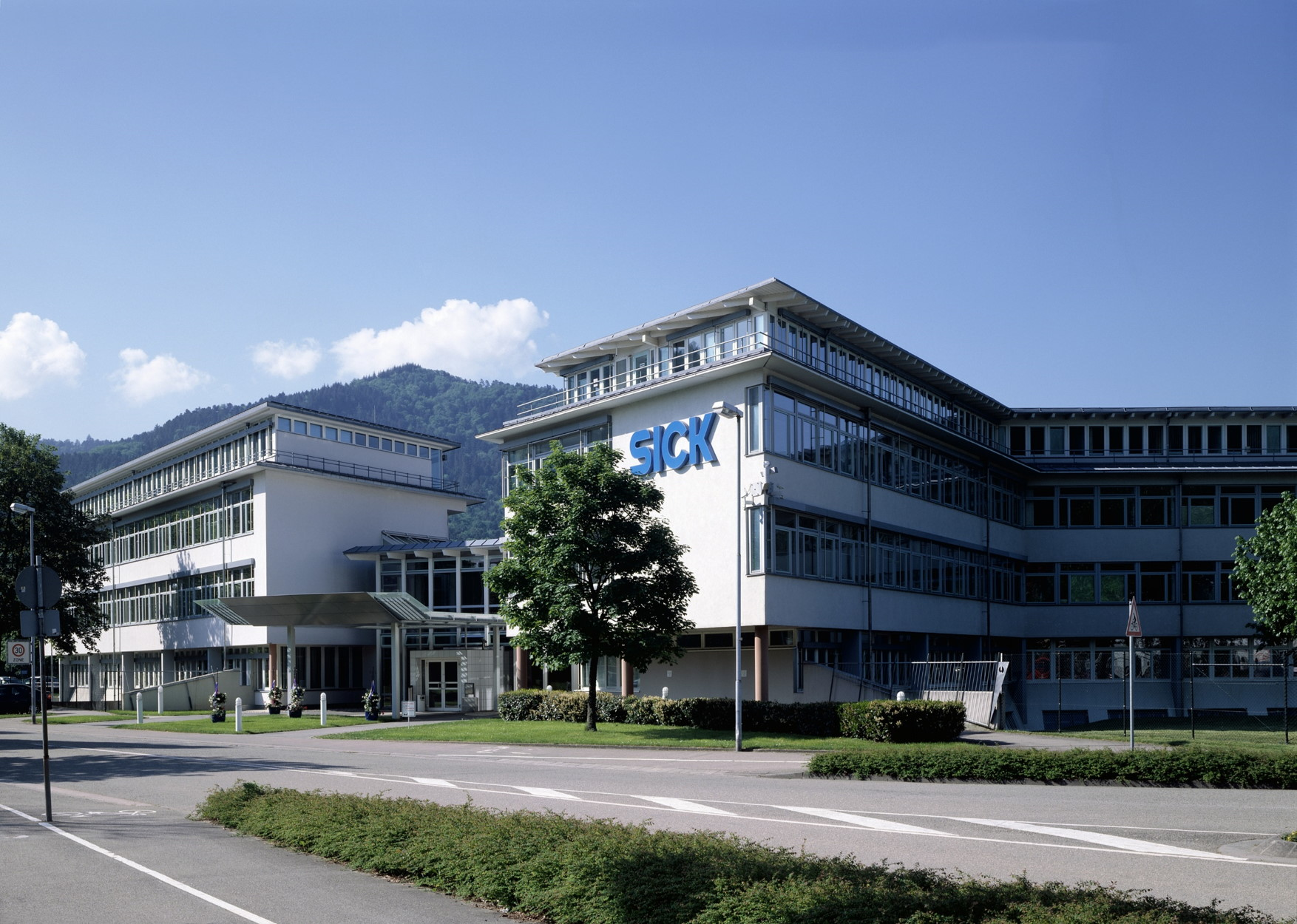
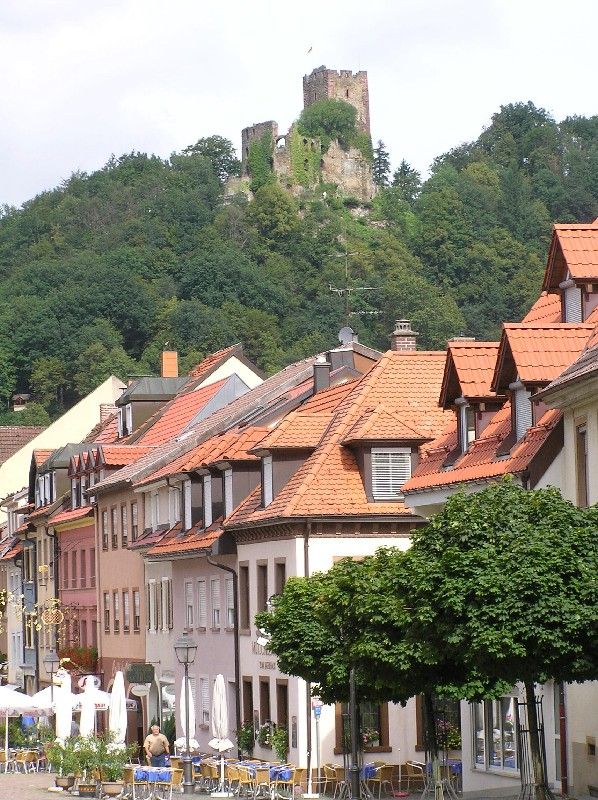

## Географія
Місто розташоване на річці Ельц в південно-західній частині Шварцвальду біля підніжжя гори Кандель (1241 м). Крім того, Вальдкірх оточують і менш високі гори Верхньорейнської низовини. 
Доволі часто в цій місцевості відбуваються легкі землетруси. Останній з сильних землетрусів стався 5 грудня 2004 року, силою 4,9 балів за шкалою Рихтера.

## Історія
Перша згадка про місто була в 918 році, коли швабський герцог Бурхард ІІ  заснував у цих землях жіночий монастир св.Маргарити. Пізніше було створене поселення під керівництвом Шварценбергерів, які збудували тут невеликі замки-фортеці Кастельбург і Шварценбург. Руїни від замків зберігаються й до тепер, і є головними пам’ятками сучасного міста. В ХІІІ столітті Шварценбергери оточили місто захисною стіною.
Після смерті останніх нащадків Шварценбергерів Вальдкірх перейшов до управління маркграфам Баден-Хохберг, а у 1557 році проданий ерцгерцогу Австрійському Фердинанду ІІ. До 1805 року місто належало Передній Австрії, але після поразки останньої у війні Третьої Коаліції за Пресбурзьким мирним договором разом з усім герцогством Брайсгау був переданий Баденському курфюрству. 
Після Другої світової війни, яку Вальдкірх переніс без значних пошкоджень, місто було частиною регіону Південний Баден, а після плебісциту, який відбувся 9 грудня 1951 року, увійшов до складу новоствореного Баден-Вюртемберга. В 1971 році до міста було приєднано сусідню громаду Зуггенталь, в 1973 році - Зієнзбах, а 1 січня 1975 року - громади Бухгольц і Кольнау. 

## Економіка та інфраструктура
В індустрії ремісництва Вальдкірха багате минуле. з ХІХ століття місто славилося виробництвом шарманок та інших музичних автоматів. У часи Промислової революції у всьому регіоні отримала розвиток текстильна промисловість, від якої сьогодні майже нічого не лишилось. Після Другої світової війни розвинулась оптична і електротехнічна індустрія, а також обробка паперу.
В передмісті Вальдікрха - Бухольці - з 1877 року виготовляється вино, крім того розвинуте овочівництво і плодівництво. В іншій частині міста - Зуггенталі - ще в середньовіччя добували срібло, а закинуті шахти сьогодні є одним з туристичних об’єктів. 
У Вальдкірху розвинутий туризм: місто розташоване в районі Шварцвальду, який славиться численними годинниковими майстернями і лавками.

## Транспорт
Місто розташоване на трасі В 294 (Бреттен - Фрайбург). З найближчим великим містом - Фрайбургом - Вальдкірх зв’язаний залізницею та автобусним сполученням. Найближчі міжнародні аеропорти розташовані в Базелі, Штутгарті, Баден-Бадені і Страсбурзі. 

## Освіта
В Вальдкірху функціонує декілька початкових шкіл, училище в Кольнау, професійний шкільний центр, музична школа і школа для дітей-інвалідів по зору.

## Культура і пам’ятки
В Вальдкірху діє Шварцвальдський зоопарк, орієнтований в основному на дітей, і музей Ельцталя, який демонструє зразки місцевої народної творчості, історичні документи і приклади вальдкірхських шарманок ХІХ століття.
В межах міста знаходяться руїни замків Кастельбург і Шварценбург - основні туристичні об’єкти, католицька церква св. Маргарити, перебудована в 1732-1734 роках, і середньовічна срібна шахта в Зуггенталі. 
Кожні три роки в Вальдкірху організовують свято шарманок (Waldkircher Orgelfest). Також раз на три роки, в липні, відбувається історичний ярмарок (historische Marktplatzfest) в центрі міста. 

## Видатні люди Вальдкірха
Георг Шольц (1890-1945) - німецький художник, учасник руху «Нова об’єктивність». Шольц народився у Вольфенбюттелі та отримав мистецьку освіту в Академії Карлсруе, де серед його вчителів були Ганс Тома та Вільгельм Трюбнер. Пізніше навчався в Берліні під керівництвом Ловіса Корінта.
Альберт Коебеле (1853-1924) - німецько-американський ентомолог
Даніель Шваб (анродився 23 серпня 1988 року) - німецький футболіст ("Штутгарт").